# Roodkopmeestimalia
De roodkopmeestimalia (Yuhina bakeri) is een zangvogel uit de familie Zosteropidae (brilvogels), die voorkomt in het Oriëntaals gebied. Deze vogel is genoemd naar de Britse ornitholoog Edward Charles Stuart Baker.

## Kenmerken
De roodkopmeestimalia is gemiddeld 12,5 cm lang. De vogel lijkt sterk op de baardmeestimalia , want deze vogel is ook bruin van boven en het heeft ook een roodbruine kop met een kuifje. Deze soort mist echter de zwarte baardstreep en het roodbruin op de kop is lichter van tint met een duidelijke licht gekleurde kruinveren, als een brede lichte streep tussen het oog en de kuif.

## Verspreiding en leefgebied
De roodkopmeestimalia komt voor in vochtige, montane bossen op hoogtes van 300 tot 2200 m boven de zeespiegel in het Himalayagebied tot in het noorden van Myanmar.

## Status
De roodkopmeestimalia heeft een ruim verspreidingsgebied en daardoor is de kans op de status kwetsbaar (voor uitsterven) gering. De grootte van de populatie is niet gekwantificeerd, maar waarschijnlijk gaan door verbrokkeling van het leefgebied de aantallen achteruit. Echter, het tempo ligt onder de 30% in tien jaar (minder dan 3,5% per jaar). Om deze redenen staat deze meestimalia als niet bedreigd op de Rode Lijst van de IUCN.